# Ramesh Chand Shukla
Ramesh Chand Shukla fue un diplomático indio.
- En 1976 fue primer secretario de embajada en Katmandú.
- En 1980 fue ministro de embajada en Yakarta y designado Alto Comisionado en Puerto España (Trinidad y Tobago).
- De 1984 a 1985 fue secretario de enlace en el Ministerio de Asuntos Exteriores (India).
- De 1986 a 1988 fue embajador en Copenhague (Dinamarca).
- En 1988 fue responsable de la apertura de la Nehru Street en Copenhague.
- De octubre de 1989 al noviembre de 1992 fue embajador en Doha (Catar).
- De 1995 a 5 de agosto de 1996 fue embajador en Minsk concurrente embajador en Vilna (Lituania)
- Del 5 de agosto de 1996 a 2000 fue embajador en Túnez (ciudad) (Túnez), donde el 18 de septiembre de 1996 fue designado enviado a Palestina (región). Desde el 24 de junio de 1996 en Gaza estaba Tirunelvelli Srinivasamurti Tirumurti, primer secretario de la oficina representativa de la India en los Territorios Palestinos.[1]